# هاوية هرنيس

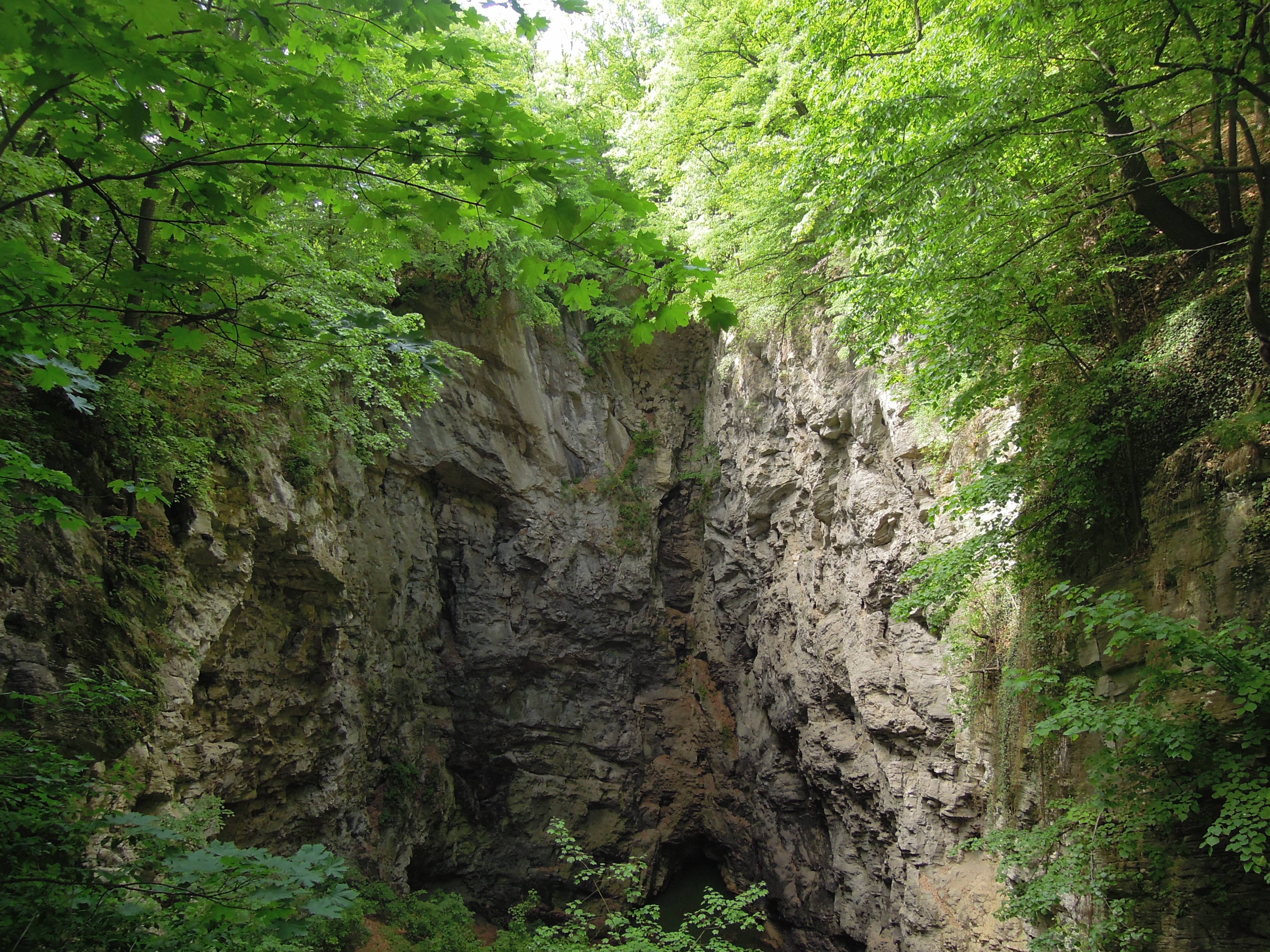
هاوية هرنيس

هاوية هرنيس هو الاسم الإنجليزي الذي تبنته السلطات السياحية المحلية بالتشيك، وهو أعمق كهف غمرته المياه في العالم بجمهورية التشيك.

## نبذة
هي عبارة عن كهف تقع بالقرب من مدينة هرنيس. يبلغ عمقها 473م (404 م تحت الماء)، مما يجعلها أعمق كهف تحت الماء في العالم. في أغسطس 2020، كشفت حملة علمية للكهف أن عمق الكهف يبلغ واحد كيلومتر.

## التاريخ
تكونت هاوية هرنيس من خلال انهيار سقف الكهف، والذي تآكل بفعل مياه الينابيع الحمضية الكربونية.